# Società Sportiva Calcio Giugliano 2003-2004
Questa voce raccoglie le informazioni riguardanti la Società Sportiva Calcio Giugliano nelle competizioni ufficiali della stagione 2003-2004.

## Sponsor
Lo sponsor ufficiale è Giugliano Città della Mela Annurca.

## Rosa
| N. |                      | Ruolo | Calciatore              |
| -- | -------------------- | ----- | ----------------------- |
|    | Italia (bandiera)    | C     | Pasquale Bovienzo       |
|    | Italia (bandiera)    | C     | Giampiero Buonocore     |
|    | Italia (bandiera)    | D     | Ferdinando Castaldo     |
|    | Argentina (bandiera) | C     | Maximiliano Cejas       |
|    | Italia (bandiera)    | A     | Angelo Corona           |
|    | Italia (bandiera)    | C     | Aniello Cutolo          |
|    | Italia (bandiera)    | C     | Antonio De Rosa         |
|    | Italia (bandiera)    | A     | Esposito Gennaro        |
|    | Italia (bandiera)    | D     | Pasquale Esposito       |
|    | Brasile (bandiera)   | A     | Bruno de Araujo Fonseca |
|    | Italia (bandiera)    | C     | Roberto Franzese        |
|    | Italia (bandiera)    | A     | Marco Fummo             |
|    | Italia (bandiera)    | P     | Raffaele Gragnaniello   |

| N. |                   | Ruolo | Calciatore              |
| -- | ----------------- | ----- | ----------------------- |
|    | Italia (bandiera) | P     | Pasquale Mezzacapo      |
|    | Italia (bandiera) | D     | Vincenzo Migliaccio (I) |
|    | Italia (bandiera) | A     | Massimo Perna           |
|    | Italia (bandiera) | A     | Gaetano Pignalosia      |
|    | Italia (bandiera) | D     | Claudio Risi            |
|    | Italia (bandiera) | D     | Massimo Russo           |
|    | Italia (bandiera) | D     | Ferdinando Salvati      |
|    | Italia (bandiera) | C     | Francesco Scarpa        |
|    | Italia (bandiera) | C     | Francesco Sorbino       |
|    | Italia (bandiera) | D     | Mario Terracciano       |
|    | Italia (bandiera) | C     | Gaetano Toscano         |
|    | Italia (bandiera) | C     | Alessandro Troise (II)  |
|    | Italia (bandiera) | C     | Giuseppe Vives          |